# Licenciado Ángel Carvajal
Licenciado Ángel Carvajal är en ort i Mexiko.   Den ligger i kommunen Santiago Tuxtla och delstaten Veracruz, i den sydöstra delen av landet, 400 km öster om huvudstaden Mexico City. Licenciado Ángel Carvajal ligger 12 meter över havet och antalet invånare är 155.
Terrängen runt Licenciado Ángel Carvajal är platt, och sluttar västerut. Runt Licenciado Ángel Carvajal är det ganska tätbefolkat, med 70 invånare per kvadratkilometer. Närmaste större samhälle är Lerdo de Tejada, 19,7 km norr om Licenciado Ángel Carvajal. Omgivningarna runt Licenciado Ángel Carvajal är en mosaik av jordbruksmark och naturlig växtlighet.